# 등룡
등룡(鄧龍, ? ~ ?)은 중국 후한 말의 무장이다.

## 생애
유표(劉表) 휘하의 강하태수(江夏太守) 황조(黃祖)의 부장이었다.
건안(建安) 11년(206년), 황조의 명령으로 수천 명의 병사를 이끌고 손권(孫權)의 영토인 시상(柴桑)을 공격하였다. 그러나 손권의 부장 주유(周瑜)의 반격으로 퇴각하였고, 도중에 등룡은 사로잡혀 양주(揚州)로 호송되었다.

## 《삼국지연의》 속 등룡
연의에도 등장하나, 건안 13년(208년)에 등장한다. 등룡은 동료 진취(陳就)와 함께 선봉장으로서 손권군과 맞서 싸웠으나, 난전 중 감녕(甘寧)에게 죽었다.